# Centaurea longispina
Centaurea longispina — вид квіткових рослин айстрових (Asteraceae). Ендемік Лівану (Антиліван).